# Kloster Ingolstadt
Das Kloster Ingolstadt ist ein ehemaliges Kloster der Franziskaner-Reformaten in Ingolstadt in Bayern in der Diözese Eichstätt. Seit 2006 wird es von den Kapuzinern genutzt.

## Geschichte
Das Kloster mit dem Titel Maria Himmelfahrt wurde 1275 durch Ludwig II. den Strengen, Herzog von Oberbayern gegründet; es wurde 1802 im Zuge der Säkularisation aufgelöst. Zunächst diente das Kloster als Zentral- oder Aussterbekloster, ab 1827 stand es leer und wurde geplündert. Die Franziskaner zogen in ein Haus in der Stadtmitte am heutigen Viktualienmarkt (Kloster ob der Schutter) um. 1837 gingen die Gebäude in den Besitz der Festungsbaudirektion über, die sie u. a. 1943 an die NSDAP vermietete. 1945 wurde die Anlage mit der zeitweise als Garnisonskirche genutzten Franziskanerkirche den Franziskanern wieder überlassen, da deren bisheriges Kloster in der Stadtmitte zerstört worden war. Von September 1998 wurde im Kloster einige Jahre das Modell einer franziskanisch-geschwisterlichen Gemeinschaft verwirklicht. Ende 2005 verließen die Franziskaner das Kloster und von Anfang 2006 bis März 2023 waren hier die Kapuziner.